# Vicsan Ponlit
Vicsan Ponlit (thai nyelven วิจารณ์ พลฤทธิ์, angolos átírással: Wijan Ponlid; 1976. április 26. –) thai amatőr ökölvívó.

## Eredményei
- 2000-ben olimpiai bajnok légsúlyban. Az elődöntőben az ukrán Volodimir Szidorenkót, a döntőben a kazah Bolat Zsumagyilovot győzte le.